# Та сторона, где ветер (фильм)
«Та сторона, где ветер» — советский телевизионный двухсерийный спектакль, снятый режиссёром Ваграмом Кеворковым в 1978 году по заказу Главной редакции программ для детей и юношества Центрального телевидения СССР по одноимённой повести Владислава Крапивина.
Первая серия: «Август — месяц ветров», «„Кондор“ и „Фрегат“».

Вторая серия: «Перо фламинго», «Люди с фрегата „Африка“».

## Сюжет
Сюжет телеспектакля создан по повести Владислава Крапивина «Та сторона, где ветер» и рассказывает о жизни слепого мальчика Владика, которому при поддержке своих юных друзей удаётся преодолеть недуг.

## В ролях
- Алёша Мелехов — Генка Звягин
- Витя Березин — Владик
- Денис Скударь — Илька
- Илья Тихонов — Яшка
- Павлик Крапивин — Шурик Черемховский
- Андрей Гаранов — Антон Калинов
- Игорь Николайчик — Юрик
- Слава Кузуб —  Валерка
- Елена Кононенко — Бабушка Генки
- Лидия Говорухина — Мать Генки
- Виктория Духина — Галина Николаевна, учительница Яшки
- Анатолий Серенко — Дядя Володя
- Афанасий Тришкин — Иван Сергеевич
- Лариса Блинова — Тамара Васильевна
- Анна Демидович — Вера Генриховна, учительница английского языка
- Прасковья Рыбникова — Хозяйка сада
- Майя Булгакова — Мать Яшки
- Никита Астахов — Отец Генки

## Съёмочная группа
- Автор сценария — Владислав Крапивин
- Режиссёр-постановщик — Ваграм Кеворков
- Оператор-постановщик — И. Игнатов
- Художник-постановщик — И. Зеленский
- Операторы — Р. Кинтана, В. Титов
- Художник по костюмам — В. Синельщикова
- Костюмер — З. Винокурова
- Звукорежиссёр — М. Карпинская
- Ассистент режиссёра — О. Мошарова
- Главный администратор — С. Ашурова
- Звукооператор — А. Чумаков
- Редактор — И. Лаврова
- Свет — К. Алямов, С. Волокитин
- Песни на стихи — Владислава Крапивина
- Музыка — Андрея Кеворкова

## Факты
- Для телефильма была использована музыка Алексея Рыбникова (он предложил режиссёру В. Кеворкову выбрать самому из его фондов. Позже эту же музыку Рыбников передал Марку Захарову для использования в телефильме «Тот самый Мюнхгаузен»)[1].
- Съёмки спектакля проходили в июле 1978 года в Подмосковье, рядом с городом Солнечногорском, в окрестностях озера Сенеж, неподалёку от деревни Загорье[2].
- Съёмка велась телевизионной камерой с записью на магнитную ленту видеомагнитофоном, что давало возможность сразу просмотреть отснятый киноматериал на видеомониторе[2].